# System V Interface Definition
System V Interface Definition (SVID) je standard, který popisuje AT&T UNIX System V jako jsou systémová volání, standardní knihovnu jazyka C, nutné programy a zařízení. Jedná se o důležitý krok standardizace UNIXu. Význam tohoto standardu byl zastíněn vznikem standardů POSIX a Single UNIX Specification, které byly zčásti na SVID založeny.

## Verze SVID
- Verze 1, založena na System V Release 2, vydaná vydavatelstvím Spring v roce 1985[1]
- Verze 2, založena na System V Release 3, vydaná v roce 1986 (3 díly)[2]
- Verze 3, založena na System V Release 4, vydaná v roce 1989
- Verze 4, aktualizována pro shodu s XPG4 a POSIX 1003.1-1990, vydaná v roce 1995